# Risanamento (azienda)
La Risanamento S.p.A. è una società immobiliare quotata alla Borsa di Milano nell'indice FTSE Italia Small Cap.

## Storia

### Gli inizi
La storia della Risanamento coincide con quella di due società immobiliari: la Bonaparte e la Risanamento Napoli.
La Bonaparte fu acquisita da Luigi Zunino nel 1998.
La Risanamento Napoli nacque dalla fusione per incorporazione della "Domus Italica" nella "Società pel Risanamento di Napoli", quest'ultima nata il 15 dicembre 1888 per eseguire importanti opere di risanamento a Napoli (Corso e Galleria Umberto I su tutte) e che dal secondo dopoguerra ha esteso la sua attività immobiliare a tutta Italia.
La Domus Italica, partecipata dalla Bonaparte, nel 1999 acquistò il 58,59% di azioni della Società pel Risanamento di Napoli dalla Banca d'Italia, allora azionista di maggioranza della società quotata in Borsa.
L'anno successivo ci fu la fusione per incorporazione della Domus Italica e questa cambiò la ragione sociale in Risanamento Napoli.

### La guida Zunino
Nel dicembre del 2000 la Nuova Immobiliare, società del gruppo Zunino, rilevò il 48% della Risanamento Napoli e Luigi Zunino ne divenne presidente.
Il progetto di fusione tra la Bonaparte e la Risanamento Napoli fu approvato nel 2002, dando vita all'attuale società.
Classe 1959, originario di Nizza Monferrato, in provincia di Asti, Zunino avviò, ricoprendo i ruoli di presidente e amministratore delegato, una serie di ambiziosi progetti di sviluppo immobiliare.
Grazie ai generosi finanziamenti bancari, comprò palazzi nel centro di Parigi e a Manhattan, investì in aree intorno a Milano (l'ex area Falck a Sesto San Giovanni e l'area Montecity-Rogoredo destinata a Santa Giulia).
Già alla fine del 2007 l'esposizione finanziaria toccò i 2 miliardi e mezzo di euro.
Arrivando ben presto ai 3 miliardi, un livello grosso modo uguale al valore degli immobili.
Ad un passo dal dissesto in seguito allo scoppio della bolla immobiliare sostenuta dal credito bancario, Zunino si dimise e nel 2009 le banche (la più esposta era con almeno 550 milioni di euro Intesa Sanpaolo diretta da Corrado Passera) vararono un piano di salvataggio convertendo i loro crediti in azioni.
La Procura di Milano chiese il fallimento della società ma la richiesta fu poi rigettata dal Tribunale che avallò il piano di salvataggio predisposto dalle banche creditrici.
Presieduta da Vincenzo Mariconda con Claudio Calabi nel ruolo di amministratore delegato (dal 2015 Calabi è presidente esecutivo), Risanamento ha partecipazioni di minoranza nella Ipi, nella Impresol e nella Mariner e controlla diverse società in Italia e in Francia attive nella gestione di immobili di tipo residenziale, quasi tutte controllate in modo totale.
Possiede, in particolare, due grandi aree dismesse alla periferia e nell'hinterland milanese: l'ex Montecity a Milano-Rogoredo (periferia sudest), ribattezzata Santa Giulia, e l'area Falck di Sesto San Giovanni, nell'hinterland nordest, la più grande area dismessa d'Italia. Entrambi i progetti urbanistici, firmati il primo da Norman Foster e il secondo da Renzo Piano, sono rimasti in gran parte sulla carta per via delle difficoltà finanziarie del gruppo.
Zunino aveva tentato invano di vendere l'area Falck al fondo Limitless degli Emirati Arabi Uniti, per ridare ossigeno alle casse della società.
Fallito quel tentativo, aveva dovuto passare la mano alle banche creditrici (Intesa SanPaolo, Unicredit, Bpm, Mps, Banco Popolare) che avevano predisposto il piano di salvataggio  oggetto di un lungo braccio di ferro con la Procura di Milano che chiedeva il fallimento.
La Procura di Milano sta conducendo un'inchiesta sulla bonifica condotta nell'area di Milano Santa Giulia, che ha già visto l'arresto dell'imprenditore Giuseppe Grossi, il re delle bonifiche, e di Rosanna Gariboldi, moglie del parlamentare del PdL Gian Carlo Abelli.

### Azionariato
Nell'ottobre 2017 gli azionisti del gruppo sono:
- Intesa Sanpaolo con il 48,8%
- Unicredit con il 22,2%
- Il 28,7% è in mano al mercato.